# William Joseph Walsh
William Joseph Walsh (Dublino, 30 gennaio 1841 – Dublino, 9 aprile 1921) è stato un arcivescovo cattolico irlandese.

## Biografia
Studiò nel collegio di Maynooth sotto il rettorato di John Henry Newman: ordinato prete, rimase a Maynooth prima come professore di teologia, poi come vicepresidente e, infine, presidente.
Fu eletto arcivescovo metropolita di Dublino nel 1885 e fu consacrato in Sant'Agata a Roma dal cardinale Francis Patrick Moran, arcivescovo di Sydney: difese i diritti civili della popolazione cattolica irlandese e la libertà ecclesiastica in campo educativo; nel 1869 rappresentò l'episcopato irlandese nella Bessborough Commission, la commissione parlamentare che elaborò il Land Act del 1881, la legge sul problema della proprietà del suolo irlandese.
Scrisse A plain exposition of the Irish Land Act of 1881, pubblicato a Dublino nel 1883, e un'altra opera sugli affari monetari e sui problemi irlandesi di restituzione del suolo proprio (Bimetallism and monometallism: what they are, and how they bear upon the Irish land question).
Nel 1880 fondò la rivista di studi teologici The Irish ecclesiastical Record.
Si interessò ai problemi dell'educazione universitaria e nel 1883 pubblicò The Queen's Colleges and the Royal University of Ireland. Nel 1889 diventò commissario per l'educazione. Promosse la creazione di un'università cattolica in Irlanda (l'unica università esistente a Dublino all'epoca, il Trinity College, era protestante) e il suo attivismo in tal senso portò alla fondazione della National University of Ireland con i college cattolici di Dublino, Cork e Galway.
Nel 1888 cercò di illustrare alla Santa Sede il problema dell'Home rule tramite lo scritto in italiano La questione agraria irlandese, ma prima che l'opera fosse pubblicata il Santo Uffizio condannò il Plan of Campaign: l'arcivescovo si sottomise alla decisione, ma espresse alcune critiche.
Durante la prima guerra mondiale, allo scoppio dell'insurrezione contro il governo britannico del 1916, non disapprovò la rivolta.
Morì nel 1921.

## Genealogia episcopale e successione apostolica
La genealogia episcopale è:
- Cardinale Scipione Rebiba
- Cardinale Giulio Antonio Santori
- Cardinale Girolamo Bernerio, O.P.
- Arcivescovo Galeazzo Sanvitale
- Cardinale Ludovico Ludovisi
- Cardinale Luigi Caetani
- Cardinale Ulderico Carpegna
- Cardinale Paluzzo Paluzzi Altieri degli Albertoni
- Papa Benedetto XIII
- Papa Benedetto XIV
- Papa Clemente XIII
- Cardinale Giovanni Carlo Boschi
- Cardinale Bartolomeo Pacca
- Papa Gregorio XVI
- Cardinale Castruccio Castracane degli Antelminelli
- Cardinale Paul Cullen
- Cardinale Francis Patrick Moran
- Arcivescovo William Joseph Walsh

La successione apostolica è:
- Arcivescovo Patrick Vincent Flood, O.P. (1887)
- Vescovo Michael Comerford (1889)
- Vescovo Joseph Higgins (1889)
- Vescovo Patrick Foley (1896)
- Arcivescovo John Pius Dowling, O.P. (1909)
- Arcivescovo Edward Joseph Byrne (1920)